# Stefano Bensi
Stefano Bensi (Lussemburgo, 11 agosto 1988) è un ex calciatore lussemburghese, di ruolo centrocampista o attaccante.

## Biografia
Nato nel Granducato di Lussemburgo, ha origini di Gualdo Tadino, in provincia di Perugia.

## Caratteristiche tecniche
Esterno di centrocampo, Bensi può ricoprire anche il ruolo di attaccante centrale.

## Carriera

### Club

#### Dudelange
Tra il 16 ottobre ed il 6 novembre 2011 riesce a realizzare tre reti in tre partite, segnando quattro reti nella sfida contro il Pétange (10-0).

#### Fola Esch
Nella stagione 2012/2013 Stefano Bensi lascia l'F91 Dudelange per raggiungere il club allenato da Jeff Strasser, il Fola Esch, che terminó la stagione con un pessimo 6º posto in campionato.
Nella prima giornata di campionato, Bensi segna una doppietta contro l'Union 05 Kayl-Tétange; la partita, poi, terminó 6-1. Nel 2013 riceve il premio del Calciatore lussemburghese dell'anno.

### Nazionale
Per le qualificazioni del mondiale 2014, il direttore tecnico della nazionale lussemburghese Luc Holtz inserisce Stefano Bensi nella lista dei 20 selezionati. Il 7 giugno 2013 realizza la sua prima rete in nazionale contro l'Azerbaigian. Ha segnato altre tre reti: contro la Lituania il 14 agosto 2013, contro l'Irlanda del Nord il 10 settembre 2013, e contro la Macedonia il 9 ottobre 2014.

## Palmarès

### Club

#### Competizioni nazionali
- Campionato lussemburghese: 3

Fola Esch: 2012-2013, 2014-2015, 2020-2021

### Individuale
- Calciatore dell'anno (Lussemburgo): 1

2013